# Omicron2 Orionis
Título a ser usado para criar uma ligação interna é Omicron2 Orionis.
Omicron2 Oriontis (9 Oriontis) é uma estrela na direção da constelação de Orion. Possui uma ascensão reta de 04h 56m 22.32s e uma declinação de +13° 30′ 52.5″. Sua magnitude aparente é igual a 4.06. Considerando sua distância de 169 anos-luz em relação à Terra, sua magnitude absoluta é igual a 0.48. Pertence à classe espectral K2III.